# کری شاموزای
کری شاموزای (به انگلیسی: Kiri Shamozai) یک شهرک در پاکستان است که در ناحیه دیره اسماعیل خان واقع شده‌است.